# Bodil Nyboe Andersen
 Der er for få eller ingen kildehenvisninger i denne artikel, hvilket er et problem. Du kan hjælpe ved at angive troværdige kilder til de påstande, som fremføres i artiklen.

Bodil Nyboe Andersen (født 9. oktober 1940 på Frederiksberg) er bestyrelsesformand (præsident) for Dansk Røde Kors og tidligere direktør for Danmarks Nationalbank.
Bodil Nyboe Andersen var en overgang Danmarks eneste kvindelige bankdirektør og blandt de første kvindelige centralbankdirektører i verden.

## Opvækst og uddannelse
Nyboe Andersen blev født på Frederiksberg som ældste barn af tidligere økonomiminister Poul Nyboe Andersen og lærer Ditte, født Raben. Hun voksede op på Krogerup Højskole i Humlebæk.
I 1966 fik hun Zeuthen-prisen for en artikel om den danske pengeefterspørgsel. Blev samme år cand.polit. fra Københavns Universitet, med det næsthøjeste gennemsnit under 1929-studieordningen, kun overgået af faderens rekord fra 1939.

## Karriere
Bodil Nyboe Andersen var fra 1990 til 2005 nationalbankdirektør. Hun blev efterfulgt af Nils Bernstein pr. 1. november 2005. Umiddelbart herefter tiltrådte hun som bestyrelsesformand (præsident) for Dansk Røde Kors.

## Hæder og titler
Hun blev i 1989 kåret til Årets Erhvervskvinde. I 1993 blev hun Ridder af Dannebrog og 27. august 2005 blev hun tildelt storkors af Dannebrogordenen. Hun er også blevet tildelt to udenlandske ordener: Finlands Løves ordens kommandørkors af 1. grad og den Franske Nationale Fortjenstordens kommandørkors.
I 2002 blev hun kåret til prisen som Årets leder, der uddeles af organisationen Lederne.

## Privatliv
Hun var indtil 1985 gift med Henning Holten.[kilde mangler] Sammen har de sønnerne Johan Holten, der er kunsthistoriker, samt Kasper Holten, som i 1999 i en alder af 26 år blev udnævnt til operachef på Det Kongelige Teater.

## Tidslinje
- 1959 Student fra Rungsted Statsskole
- 1966 Cand.polit. fra Københavns Universitet
- 1966-68 Økonom i Økonomiministeriets økonomiske sekretariat
- 1968-80 Lektor (fra 1971) på Økonomisk Institut på Københavns Universitet
- 1981-90 Medlem af direktionen i Andelsbanken
- 1990-91 Medlem af koncerndirektionen i Unidanmark og Unibank
- 1991-95 Direktør i Danmarks Nationalbank
- 1995-2005 Formand for direktionen i Danmarks Nationalbank

## Bestyrelsesposter mv.
- 1972-1978 Dansk Udenrigspolitisk Institut
- 1972-1980 Repræsentantskabet for SDS
- 1972-1980 Egmont H. Petersens Kollegium
- 1977-1980 SDS Egnsbestyrelse
- 1977-1980 Konsistorium ved Københavns Universitet
- 1978-1981 CERD (EF’s komite for forskning og udvikling)
- 1983-1989 Nykredit
- 1985-1990 Bankforeningen
- 1987-1991 A/S Storebæltsforbindelsen
- 1988-90 PBS
- 1990-1994 EF’s Monetære Komité
- 1995-1998 Det Europæiske Monetære Institut
- 1994-2004 VELUX Fonden
- 1995-2006 Formand, Danmarks Nationalbanks Jubilæumsfond
- 1995- Det Udenrigspolitiske Selskab
- 1995-2005 Direktør i Den Internationale Valutafond
- Deltager i Bilderberg konferencen i årene 1997, 2000 og 2001
- 1998-2005 Det Generelle Råd i Den Europæiske Centralbank
- 2001- Næstformand i Det Danske Filminstitut
- 2005- Villum Kann Rasmussenfonden
- 2005-2009 Bestyrelsesformand for Københavns Universitet
- 2005- Bestyrelsesformand (Præsident) for Dansk Røde Kors
- 2005- Næstformand i TrygVesta
- 2006- Dagbladsnævnet
- 2014- Bestyrelsesformand for Kirstein A/S